# Tricórnio

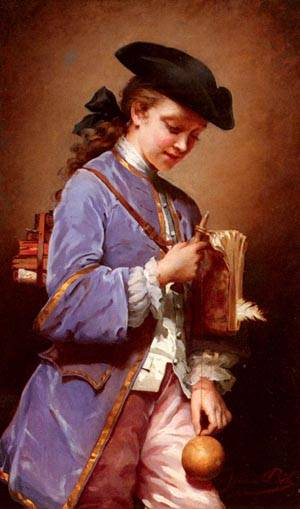
Crianças ricas do século XVII também usavam o chapéu tricórnio.

Tricórnio é um estilo de chapéu que era popular desde o século XVI até ao século XVIII, saindo de moda no início do século XIX em diante. No auge de sua popularidade, o tricórnio foi usado como item de vestuário civil e como parte de uniformes militares e navais. Sua característica distintiva é prática: há três dobras que formam bordas, duas bordas laterais e uma traseira. Os tricórnios variam entre os muitos simples e baratos para os extravagantes, de rendas de ouro ou prata, ocasionalmente, incorporando cortes e penas. Além disso, as versões militares e navais em geral teriam uma ponta ou algum emblema nacional na frente.

## História
O tricórnio apareceu como um resultado da evolução do chapéu de borda larga e redonda usado pelos soldados espanhóis durante a Guerra dos Oitenta Anos, em Flandres, em meados do século XVI. De origem desconhecida, uma forma triangular foi obtida, esta forma favoreceu os soldados nas guerras em tempos chuvosos; antes da invenção das capas de chuva especializadas, esta foi uma vantagem distinta. Durante as disputas militares, seu uso se espalhou para os exércitos franceses e depois por toda a Europa Ocidental; o estilo foi levado à França, onde seu uso se espalhou para a população francesa e da corte real do rei Luís XIV, que tornou moda em toda a Europa. Até o final do século XVII, esse chapéu foi popular em ambos os civis e de moda em uniformes militares. Eles permaneceram um dos estilos predominantes europeus de chapéu ao longo do século XVIII.
O chapéu tricórnio rapidamente declinou seu uso no final do século XVIII. Ele evoluiu para o bicórnio, que foi amplamente utilizado pelos militares na Europa a partir da década de 1790 até a Primeira Guerra Mundial, não completamente enfraquecida e fora de moda até a Segunda Guerra Mundial. Para os soldados alistados, o tricónio foi substituído pela barretina na virada do século XIX, que havia se tornado o novo estilo dominante de chapelaria militar de 1800 por diante. Como o chapéu da moda para os homens civis, o tricórnio foi ultrapassado pela cartola.
O tricórnio é também parte integrante do traje académico da Universidade do Minho. A sua origem remonta ao século XVIII como sendo o traje académico do Colégio de Estudos Superiores de S. Paulo, como é descrito pelos painéis de azulejo do Século XVIII que existem na escadaria do Paço Episcopal Bracarense (actual Reitoria da Universidade). Designado por Tricórnio, o traje académico da Universidade do Minho foi redesenhado e introduzido oficialmente em 1989.

## Galeria

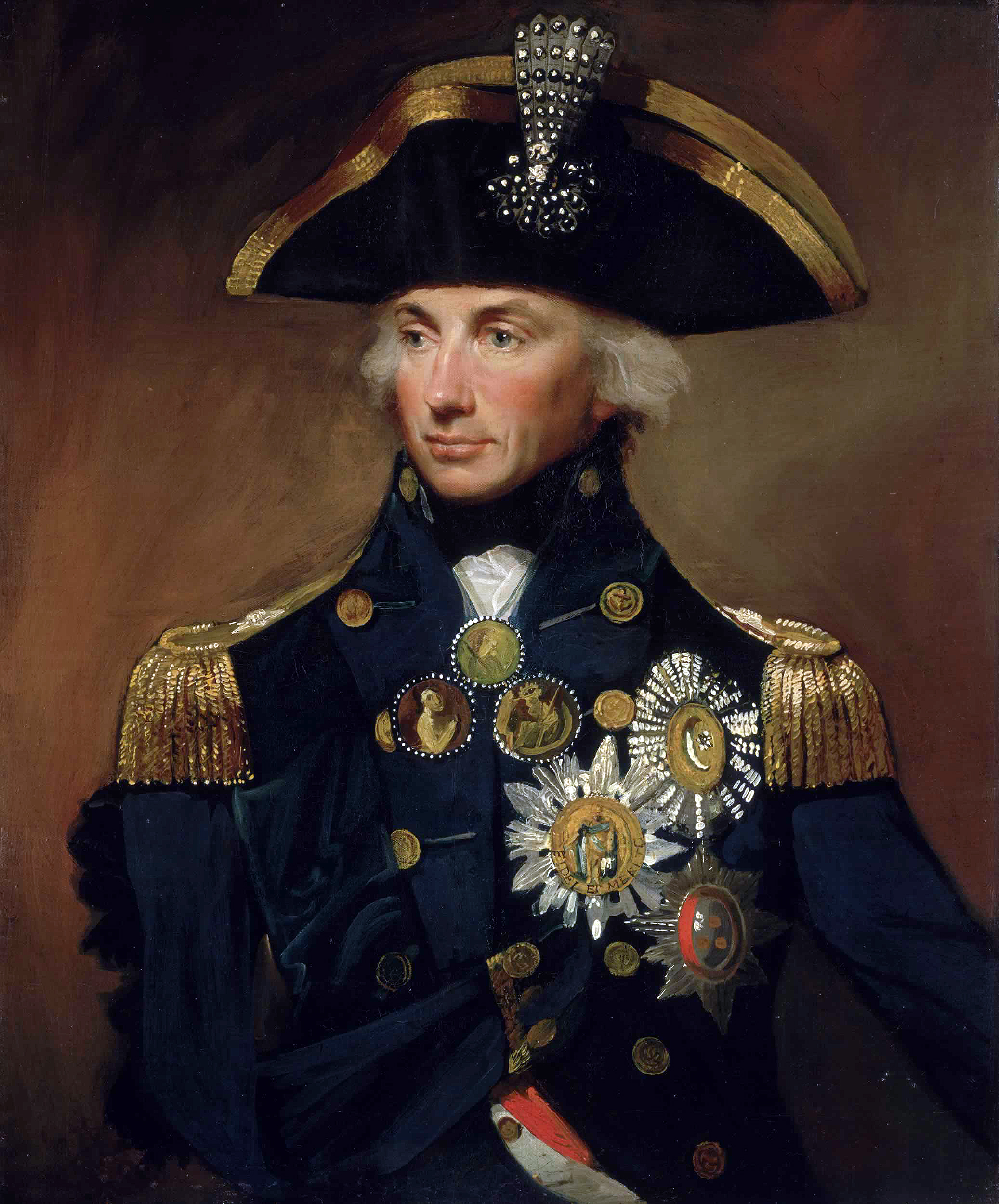
Lorde Nelson (1758-1805), famoso pelas guerras Napoleônicas.
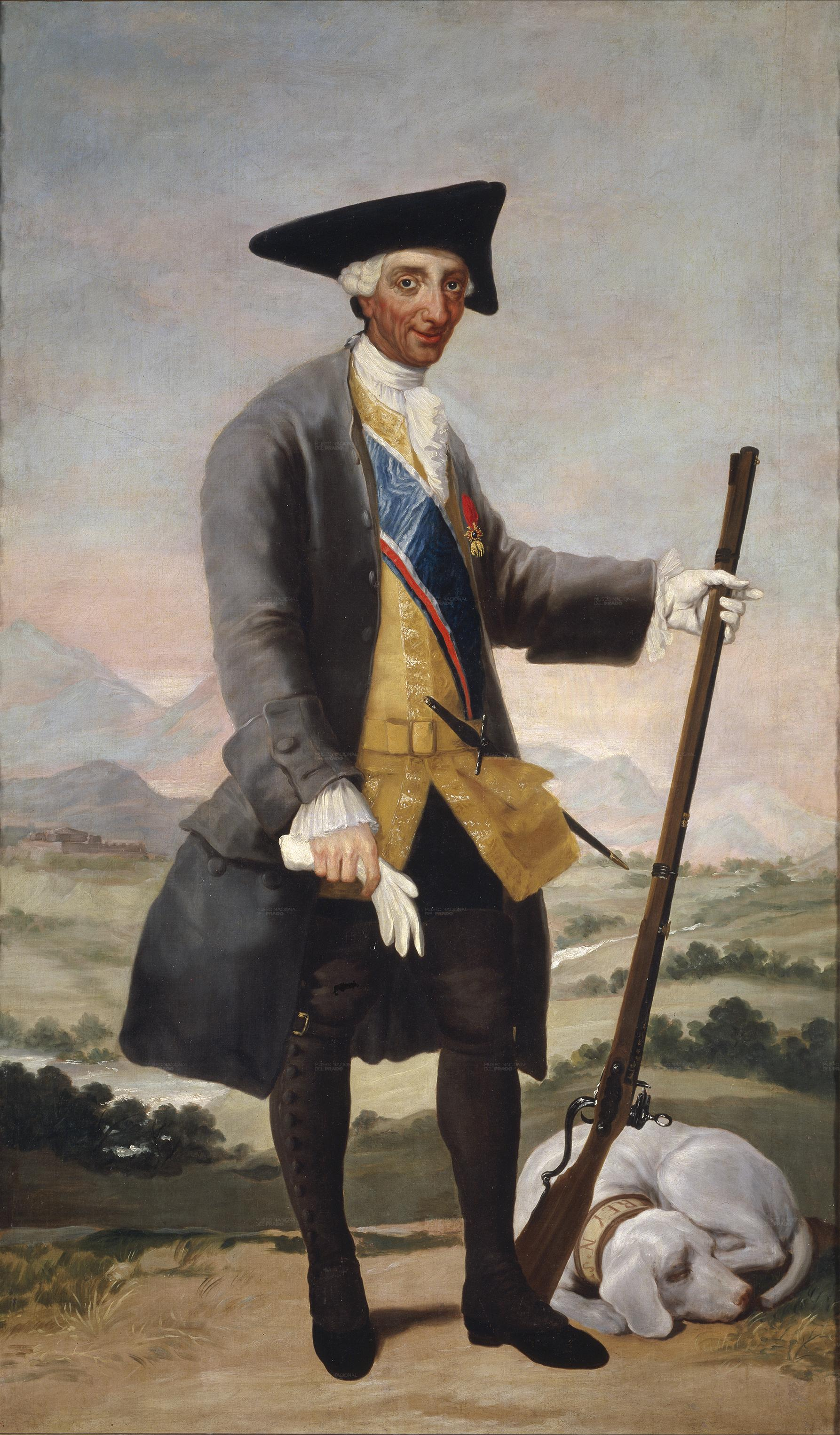
Carlos III da Espanha, c. 1786-88.
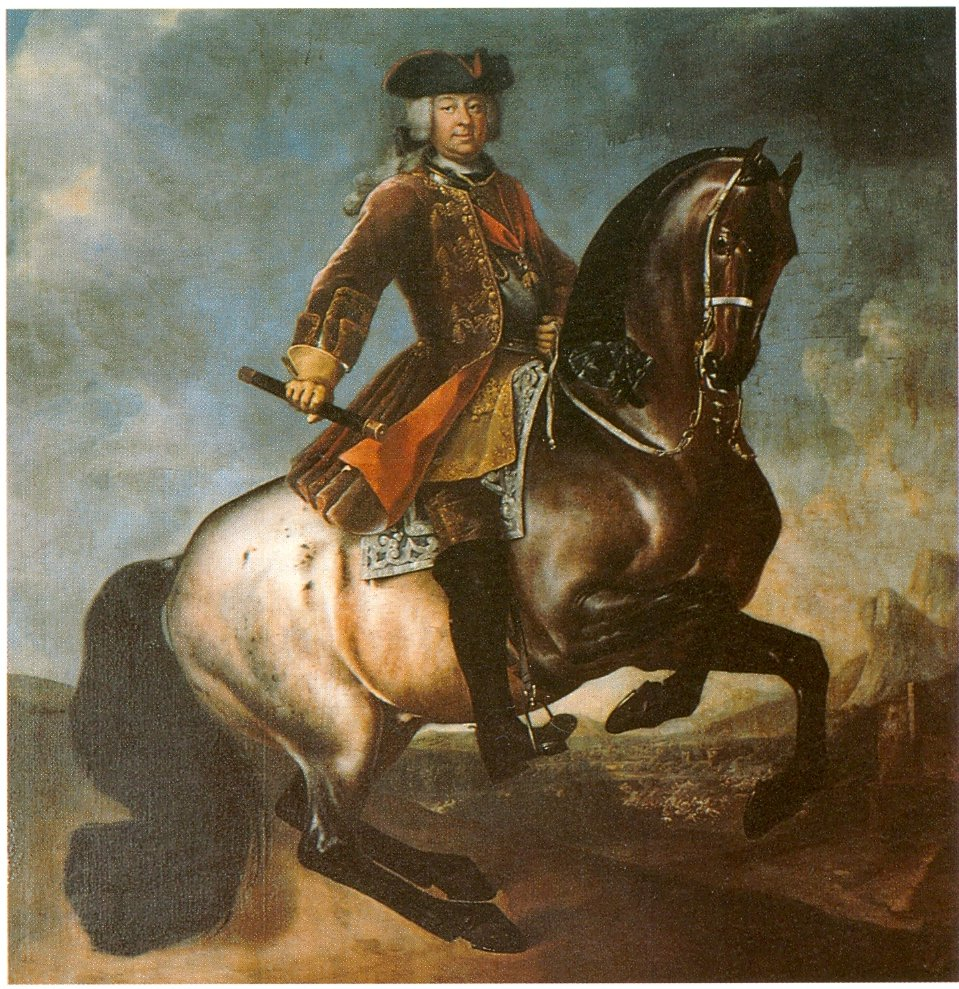
Carlos Alexandre de Württemberg
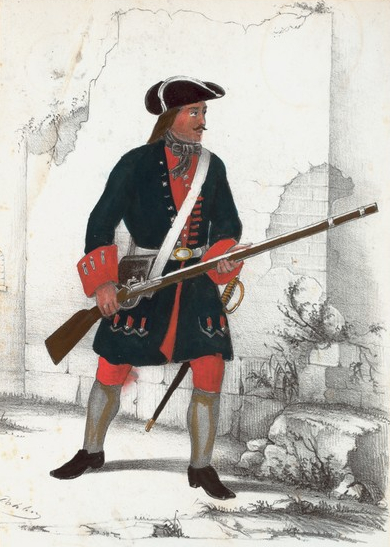
Um soldado russo.